# Villa Castiglia
Pour les articles homonymes, voir Castiglia.
La villa Castiglia, connue aussi sous le nom de La Castiglia, est un bâtiment historique d'Ivrée au Piémont, en Italie.

## Histoire
La villa a été construite sur un emplacement occupé précédemment par une forteresse, érigée en 1544 hors des remparts de la ville par Cristoforo Morales, le gouverneur espagnol d'Ivrée. Morales donna le nom de « Castiglia » au nouveau fort en hommage à sa terre natale, la Castille.
Le fort fut démantelé par les hommes de Napoléon Bonaparte en février 1801. Par la suite, au XIXe siècle, les Sœurs de la charité de l'Immaculée Conception d'Ivrée y bâtirent leur couvent et une école. À la suite de la fermeture de l'école à la fin du XXe siècle, la villa est laissée à l'abandon.  En 2017, la propriété fut mise en vente,.

## Description
La villa présente un style éclectique d'inspiration néogothique. Parmi les details les plus remarquables, on mentionne les merlons en queue-d'aronde, la petite tour sommitale et les fenêtres cintrées. 
Structurellement, le bâtiment se compose de trois ailes principales : l'une est occupée par une chapelle, tandis que les autres abritaient l'ancienne résidence des sœurs et les salles de classe, quand l'école était encore ouverte.
L'immeuble se situe sur une hauteur proche du centre ville d'Ivrée au milieu d'un grand parc d'arbres séculaires, dans lequel on trouve aussi la vieille maison du fermier du domaine.